# 眠駱駝物語
眠駱駝物語(ねむるが らくだ ものがたり）は岡鬼太郎作の歌舞伎戯曲。1928年3月、東京・本郷座で初代中村吉右衛門の紙屑屋久六、十三代目守田勘彌の手斧目の半次、六代目大谷友右衛門の家主佐兵衛で初演された。落語の『らくだ』を脚色したものである。
岡鬼太郎の戯曲の中では、榎本滋民演出版が平成〜令和の現代になっても南座・大阪松竹座・歌舞伎座と度々再演を重ねており、東西問わず好評を得ている。2008年8月、十八代目中村勘三郎の久六と十代目坂東三津五郎の半次の配役により歌舞伎座で上演された内容は収録され「シネマ歌舞伎」として映画館上映（連獅子との二本立て）およびDVD・ブルーレイ化されている。また最近では2021年1月に歌舞伎座で上演されている。